# Лейферкус, Сергей Петрович
Серге́й Петро́вич Лейферку́с (род. 4 апреля 1946, Ленинград) — российский оперный певец (баритон), народный артист РСФСР (1983), лауреат Государственной премии СССР (1985)

## Биография
Родился в семье Петра Яковлевича Криштаба (1920—1947) и Галины Борисовны Лейферкус (1925—2001).
В 1971 году, будучи студентом Ленинградской государственной консерватории имени Н. А. Римского-Корсакова, стал лауреатом Всесоюзного конкурса вокалистов имени М. И. Глинки. Закончив обучение в следующем году, начал работать в Ленинградском академическом Малом театре оперы и балета, где исполнял партии в постановках классических опер. В 1973 году стал лауреатом конкурса музыкальной молодежи в Белграде. С 1978 года — солист Академического театра оперы и балета им. С. М. Кирова.
Начиная с 1992 года работает в Лондоне, в королевском театре Ковент Гарден. С 2008 года живёт в Португалии.
В 2007 году всемирно знаменитый певец при поддержке комитета по культуре правительства Санкт-Петербурга организовал и впервые провёл в родном городе международный детский вокальный конкурс «Мы поём оперу!», «для возрождения традиций детского оперного пения, приобщения детей и юношества к музыке, выявления одаренных детей и создания нового поколения слушателей оперного искусства XXI века». Конкурс просуществовал пять лет, четыре раза он проводился в Петербурге и один раз в Москве. Среди участников были юные вокалисты из России, Украины, Германии, Испании, Великобритании и других стран. Однако в отсутствие какой-либо поддержки со стороны Министерства культуры и Министерства образования конкурс пришлось закрыть.
Голос Лейферкуса — баритон, безукоризненный по тембральному построению, с идеально выстроенными певческим формантами, ясного, благородного академического звучания. У певца хорошая, но, отчасти, утрированная дикция, ровное и правильное звукоизвлечение на всем баритональном диапазоне. Правильное и чёткое владение голосом позволяет певцу исполнять любые лирические и драматические партии, петь камерный и эстрадный репертуар.

## Семья
Женат на Вере Евгеньевне Лейферкус. Их сын, Ян Сергеевич, — доктор технических наук.

## Аудиозаписи
- 1985 — песни «В суровый час», «Ленинград и победа» (Я. Дубравин - В. Суслов) из альбома-сборника "Сверстникам" (винил Мелодия С60 22749 007)
- 1989 — Онегин, «Евгений Онегин» Петра Чайковского, дирижёр — Валерий Гергиев
- 1989 — Томский, «Пиковая дама» (Томский), дирижёр — Сэйдзи Одзава
- 1993 — Рупрехт, «Огненный ангел» Сергея Прокофьева, дирижёр — Валерий Гергиев
- 1993 — «Отелло» Джузеппе Верди, дирижёр — Мюнг-Вун Чунг
- 1993 — «Мазепа» Петра Чайковского, дирижёр — Неэме Ярви
- 1993 — Симфония № 14 Дмитрия Шостаковича, дирижёр — Неэме Ярви
- 1994 — «Борис Годунов» Модеста Мусоргского, дирижёр — Клаудио Аббадо
- 1995 — «Лоэнгрин» Рихарда Вагнера, дирижёр — Колин Дэвис
- 1996 — Алеко, «Алеко» Сергея Рахманинова, дирижёр — Неэме Ярви
- 1996 — Ланчотто, Сергей Рахманинов, опера «Франческа да Римини», дирижёр — Неэме Ярви
- 1996 — Иванов, «Скрипка Ротшильда» Вениамина Флейшмана, дирижёр — Геннадий Рождественский
- 2007 — «Жалобная песнь», кантата Густава Малера, дирижёр — Майкл Тилсон Томас

## Фильмы
- 1980 — Казначейша — Гарин

## Видео- и DVD-записи
- 1978 — Андрей Болконский, «Война и мир» Сергея Прокофьева, дирижёр — Юрий Темирканов
- 1983 — Онегин, «Евгений Онегин» Петра Чайковского, дирижёр — Юрий Темирканов
- 1990 — Рангони, «Борис Годунов» Модеста Мусоргского (редакция 1872 года), постановка Андрея Тарковского, дирижёр — Валерий Гергиев
- 1992 — Томский, «Пиковая дама» Петра Чайковского, дирижёр — Валерий Гергиев
- 1992 — «Отелло» Джузеппе Верди, дирижёр — Георг Шолти
- 1993 — Рупрехт, «Огненный ангел» Сергея Прокофьева, дирижёр — Валерий Гергиев
- 1998 — «Самсон и Далила» Камиля Сен-Санса, дирижёр — Джеймс Ливайн
- 2005 — «Антиформалистический раёк», каната Дмитрия Шостаковича, дирижёр — Владимир Спиваков (видеозапись для российского телевидения)
- 2008 — Барон, «Скупой рыцарь» Сергея Рахманинова, дирижёр — Владимир Юровский
- 2009 — «Черевички» Петра Чайковского, дирижёр — Александр Поляничко